# Sphingius scrobiculatus
Espèce
Synonymes
- Sphingius pingtung Tso, Zhu, Zhang & Zhang, 2005

Sphingius scrobiculatus est une espèce d'araignées aranéomorphes de la famille des Liocranidae.

## Distribution
Cette espèce se rencontre en Birmanie, en Thaïlande, en Chine et à Taïwan.

## Description
Le mâle holotype mesure 4 mm.

## Publication originale
- Thorell, 1897 : Viaggio di Leonardo Fea in Birmania e regioni vicine. LXXIII. Secondo saggio sui Ragni birmani. I. Parallelodontes. Tubitelariae. Annali del Museo Civico di Storia Naturale di Genova, sér. 2, vol. 17, p. 161-267 (texte intégral).